# Air Medal
L'Air Medal est une décoration militaire américaine créée en 1942 et attribuée « pour action méritoire au cours d'une mission de vol ».

## Histoire
L'Air Medal a été établie par l'Executive Order 9158, signée par Franklin Delano Roosevelt, le 11 mai 1942,. Elle a, à sa création, été rétroactive au 8 septembre 1939. Les critères d'attribution originaux étaient :
- La destruction d'un navire ou de trois avions en vol (attribution à l'ensemble de l'équipage dans le cas d'un navire mais seulement au pilote ou au mitrailleur pour les avions).
- La participation à 25 vols opérationnels au cours desquels l'exposition au feu ennemi est probable et attendue.
- La participation à 100 vols opérationnels au cours desquels l'exposition au feu ennemi n'est pas prévue.

Ces critères ont par la suite été librement modifiés par des officiers généraux commandant les différentes forces aériennes des États-Unis afin de s'adapter aux conditions de leur théâtre d'opération et renforcer la motivation des équipages. Cependant, cette attitude provoqua une automatisation des récompenses et l'apparition officieuse de "cartes de score", les hommes cherchant à cumuler le nombre de vols, mettant de côté l'attribution pour action méritoire. Le 5 août 1943, un mémorandum du conseil des prix des forces aériennes mit fin à ces pratiques. Cependant, les critères d'attribution ont continué d'être adaptés aux spécificités des différentes zones de combat. Ainsi, pendant le reste de la Seconde Guerre mondiale, une distinction fut faite entre le ciel du front européen et celui du front Pacifique. Dans le premier, considéré comme contrôlé par l'ennemi et avec des défenses aériennes lourdes, des pilotes ou mitrailleur ont pu se voir décerner la médaille pour un seul avion abattu et des bombardiers, des observateurs ou des pilotes de transport l'ont reçue pour seulement cinq sorties. Considéré comme moins contrôlé et moins défendu, le ciel de l'océan Pacifique a donné lieu à des critères d'attribution beaucoup plus élevés.
Depuis 1947, l' Air Medal ne peut plus être attribué que pour des actes de mérite au combat ou un service méritoire dans une zone de combat. La médaille est principalement destinée aux pilotes et navigateurs dont la fonction les oblige à voler régulièrement. Cependant, elle peut également être décernée à tout personnel dont la fonction au combat exige des vols fréquents et hors statut de passager ou les individus réalisant un acte remarquable dans la fonction d'un membre d'équipage mais en n'étant pas en situation de vol. Cependant, les actes accomplis par ces catégories doivent être identifiés comme ayant apporté une contribution importante au combat ou à la mission en cours. Bien que cela soit extrêmement rare, l'Air Medal peut être décernée en temps de paix pour un acte exceptionnel. Le service méritoire dans les activités et vols normaux en temps de paix sont récompensés par l'Aerial Achievement Medal.

## Description
Dessinée par Walker Hancock, l'Air Medal est une rose des vents en bronze chargée d'un aigle en piqué tenant des éclairs dans ses serres. Une petite fleur de lys, également en bronze, relie la médaille à l'anneau qui la lie au ruban. Ce dernier est bleu outremer, chargé de deux bandes orange doré verticales placées à 3 millimètres des bords.
Le ruban peut être agrémenté de différents éléments indiquant le nombre d'actes, de sorties, de récompenses, etc. Non réglementés de manière centrale, ces éléments varient selon les différents corps d'armée américains. Cependant, tous sont habilités à porter le "V" Device.

### US Air Force
L'USAF utilise le système des feuilles de chêne à raison d'une feuille en bronze par attribution supplémentaire, d'une feuille en argent toutes les cinq attributions.

### US Army
Les militaires de l'armée de terre peuvent recevoir l'Air Medal si l'acte accompli l'est dans le cadre du soutien ou de la collaboration à une mission aérienne. Par exemple une unité commando effectuant un pointage de cible pour un bombardement. De 1947 à 1968, l'US Army utilise également le système des feuilles de chêne puis elle passe a des chiffres métalliques indiquant le nombre de récompenses. Pendant la guerre du Viêt Nam, l'attribution de la médaille aux pilotes d'hélicoptères et aux fantassins participant à des missions d'assaut et l'accumulation de vol courts et rapides a engendré un cumul important de missions et d'heures de vol. Certain militaires ont pu porter des chiffres allant jusqu'à 40 sur le ruban de leur Air Medal. Depuis le 11 décembre 2006, la médaille est attribuée pour chaque six mois de service méritoire au lieu du nombre d'heures de vol, ces six mois de service étant un cumul des services effectués en zone de combat et non le temps de service normal du soldat.

### US Navy et US Marine Corps
L'US Navy et l'USMC utilisaient, entre 1989 et 2006, un système d'étoiles à raison d'une étoile de bronze par récompense supplémentaire, une étoile d'or toutes les cinq de bronze et une étoile d'argent toutes les cinq d'or. Depuis 2006, les deux corps utilisent des chiffres dorés dits "Individual" pour les actes méritoires personnels, et d'autres chiffres en bronze, dits "Strike/Flight", pour la participation à des opérations aériennes.

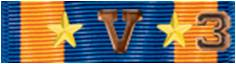
Système entre 1989 et 2006.
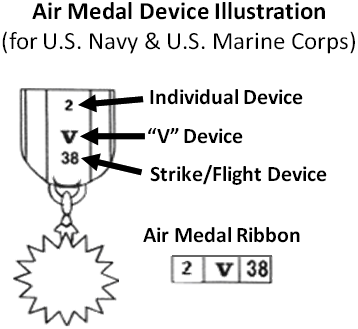
Système après 2006.

### US Coast Guard
L'United States Coast Guard peut attribuer l'Air Medal aux pilotes et navigants de leurs hélicoptères et avions de sauvetage et d'observation mais uniquement pour actes individuels de bravoure et non pour le nombre de missions ou d'heures de vol. Un système d'étoiles est utilisé, à raison d'une étoile d'or par récompense supplémentaire et une étoile d'argent toutes les cinq d'or.

## Attribution
De nombreuses personnalités des forces armées des États-Unis ont été récompensées, parmi lesquelles :
- James H. Doolittle (1896-1993), organisateur du raid de Doolittle, première opération de bombardement sur Tokyo pendant la Seconde Guerre mondiale,
- Chesty Puller (1898-1971), général de l'USMC,
- Curtis LeMay (1906-1990), général des forces aériennes américaines, organisateur des bombardements stratégiques sur le Japon pendant la guerre du Pacifique,
- Paul Tibbets (1915-2007), pilote du bombardier Enola Gay d'où fut effectué le premier largage d'une bombe atomique, sur Hiroshima,
- Thomas Ferebee (1918-2000), bombardier de l'Enola Gay lors de l'attaque d'Hiroshima,
- Charles Sweeney (1919-2004), pilote du bombardier Bockscar d'où fut effectué le deuxième largage d'une bombe atomique, sur Nagasaki,
- Lee Archer (1919-2010), premier afro-américain recevant le titre d'as de l'aviation américaine,
- Chuck Yeager (né en 1923), as de l'aviation pendant la Seconde Guerre mondiale, pilote d'essai, premier homme ayant franchi le mur du son en 1947 à bord d'un Bell X-1,
- Norman Schwarzkopf (1934-2012), général de l'US Army, chef des forces armées de la coalition lors de la guerre du Golfe,
- Michael Durant (né en 1961), pilote du Sikorsky UH-60 Black Hawk écrasé lors de la bataille de Mogadiscio.

Plusieurs célèbres astronautes, ayant précédemment servi comme pilotes, figurent parmi les récipiendaires de l'Air Medal :
- John Glenn (1921-2016), membre du Mercury Seven, plus vieil homme à avoir voyagé dans l'espace en 1998 à l'âge de 77 ans et auparavant pilote lors de la Seconde Guerre mondiale et de la guerre de Corée,
- Virgil Grissom (1926-1967), membre du Mercury Seven, victime de l'incendie d'Apollo 1. Auparavant pilote lors de la guerre de Corée,
- Jim Lovell (né en 1928), célèbre pour avoir été le commandant de la mission Apollo 13. Auparavant pilote lors de la guerre de Corée,
- Buzz Aldrin (né en 1930), deuxième homme à avoir marché sur la Lune. Auparavant pilote lors de la guerre de Corée et comptant deux victoires en combat aérien,
- Roger Chaffee (1935-1967), victime de l'incendie d'Apollo 1. Auparavant pilote d'avions-espions U2[6].
- Neil Armstrong (1930-2012), premier à avoir marché sur la Lune. Auparavant pilote lors de la guerre de Corée[7].

Des personnalités politiques ou artistiques ayant servi dans l'armée ont été décorées :
- Clark Gable (1901-1960), acteur, décoré en tant qu'observateur-mitrailleur à bord d'un Boeing B-17 Flying Fortress lors de la Seconde Guerre mondiale[8],
- James Stewart (1908-1997), acteur, décoré en tant que pilote de bombardier pendant la Seconde Guerre mondiale[9],
- George H. W. Bush (1924-2018), 41e Président des États-Unis (1989-1993), décoré en tant que pilote de l'US Navy lors de la Seconde Guerre mondiale,
- John McCain (1936-2018), Sénateur de l'Arizona, candidat à la présidence des États-Unis en 2008. Décoré en tant que pilote lors de la guerre du Viêt Nam,
- Colin Powell (né en 1937), Secrétaire d'État des États-Unis (2001-2005), vétéran de la guerre du Viêt Nam , Chef d'État-Major de l'armée américaine lors de la guerre du Golfe.

Pendant la Seconde Guerre mondiale, plusieurs pilotes français combattant pour la France libre se sont vu décerné l'Air Medal :
- James Denis (1906-2003), Compagnon de la Libération, commandant du Groupe de chasse Alsace[10],
- Jean Gisclon (1913-2009), membre du Groupe de Chasse 2/5 La Fayette[11],
- Pierre Decroo (1914-1950), membre de la Royal Air Force[12],
- Arnaud Langer (1919-1955), Compagnon de la Libération, membre du Groupe de bombardement Lorraine[13],
- Claude Raoul-Duval (1919-2018), Compagnon de la Libération, membre du Groupe de chasse Alsace[14].